# Santa Maria "Regina Pacis" a Monte Verde (titre cardinalice)
Le titre cardinalice de Santa Maria "Regina Pacis" a Monte Verde (litt. Sainte Marie « Reine de la Paix », à Monte Verde) est érigé par le pape Paul VI le 30 avril 1969 et rattaché à l'église Santa Maria Regina Pacis située dans le quartier de Gianicolense au sud-ouest de Rome.

## Titulaires
- Joseph Parecattil (1969-1987)
- Antony Padiyara (1988-2000)
- Francisco Álvarez Martínez (2001-2022)
- Oscar Cantoni (depuis 2022)

### Sources
- (it)